# Gamkonora (taal)
Het Gamkonora is een Papoeataal die wordt gesproken in het noorden van het Indonesische eiland Halmahera. De taal wordt gesproken door de Gamkonora, een etnische groep in en rond de plaats Baru en langs de noordwestkust van Halmahera. In 1987 waren er circa 1500 Gamkonorasprekers. De taal hoort tot de subgroep van de Noord-Halmaheratalen en is nauw verwant aan het Sahu. Volgens Visser en Voorhoeve zou het Gamkonora zelfs een dialect zijn van het Sahu.
Volgens Kleden-Probonegoro en Imelda (2015) is onder Gamkonarajongeren het gebruik van het Indonesisch gegroeid zonder dat dit ten koste is gegaan van de eigen moedertaal. Zij verklaren dit door de rol die het Gamkonara speelt bij de etnische identiteit en de daaraan verbonden tradities.